# Biblioteca Nacional d'Angola
La Biblioteca Nacional d'Angola, situada a la capital del país, Luanda, fou fundada en 1969, durant el domini colonial lusità, constituint els seus fons inicials, documents que provenien de diverses institucions científiques, docents i culturals com el Museu Nacional d'Història Natural d'Angola, la Biblioteca Central d'Educació, etc. En 1977, en plena Guerra Civil angolesa, es va aprovar el seu estatut legal i les seves atribucions. Cap el 2002, se li estimava un fons al voltant de 84.000 volums.Un decret de 2011, va definir la Biblioteca com a persona jurídica, amb autonomia financera, administrativa i patrimonial, amb les finalitats de promoure el creixement del patrimoni bibliogràfic nacional, assegurar el dipòsit legal de les publicacions i dur a terme accions de promoció de la lectura entre el públic.
En 2014 la ministra de cultura angolesa, Rosa Cruz e Silva, anuncià la construcció d'una nova Biblioteca Nacional a Camama, una comuna da capital angolesa.